# Charlotte Wahlström

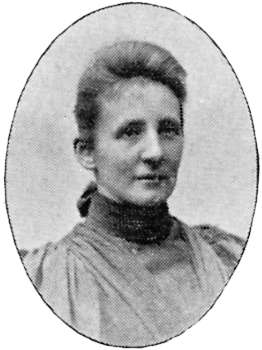
Charlotte Wahlström

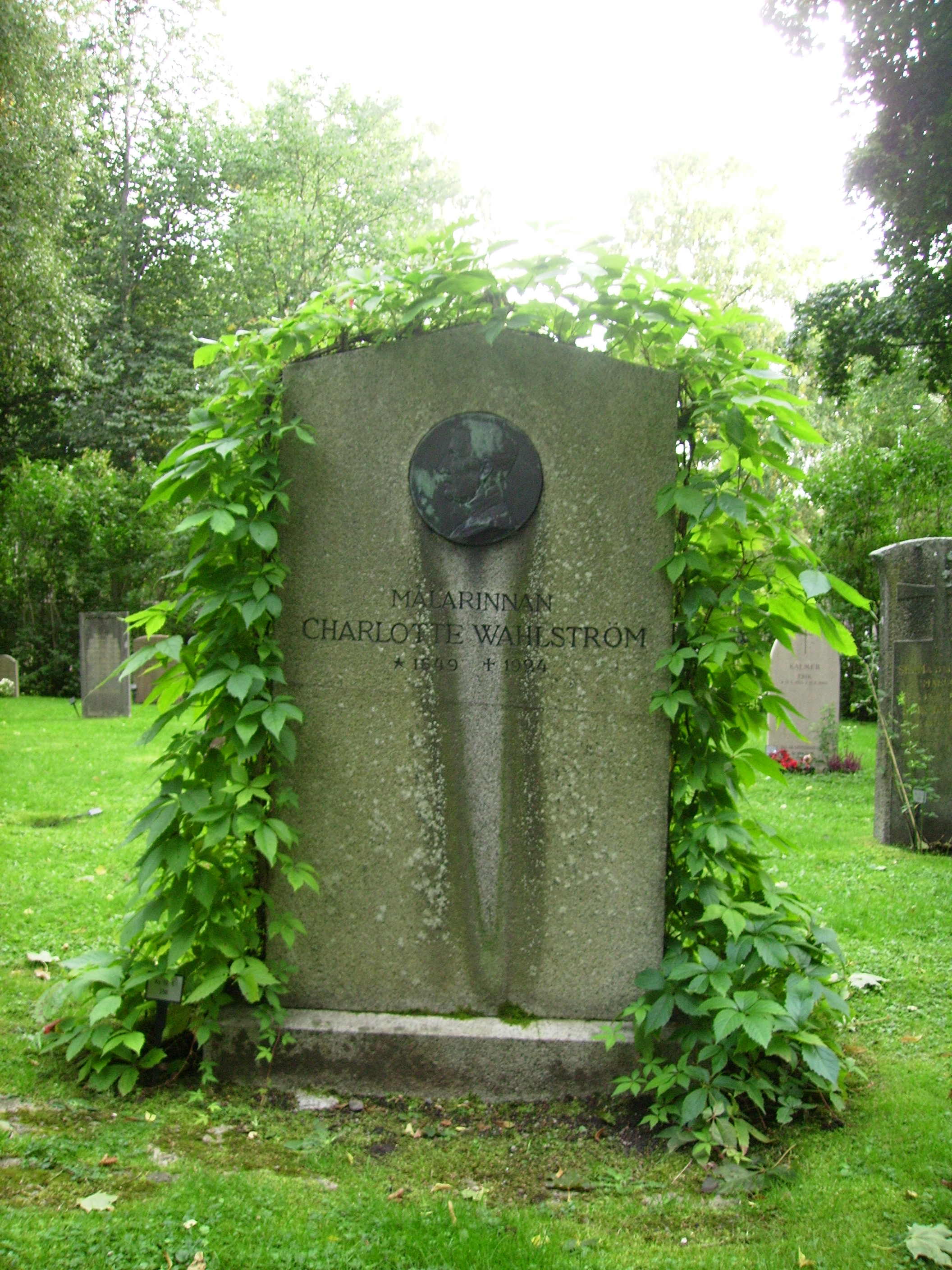
Charlotte Wahlströms Grabstein auf dem Nordfriedhof in Stockholm.

Charlotte Constance Wahlström (* 17. November 1849 in Svärta, Södermanland; † 1924) war eine schwedische Malerin.
Sie studierte an der Königlichen Akademie der freien Künste in Stockholm und erhielt 1883 die königliche Medaille für Landschaftsmalerei. Mit Hilfe von Stipendien reiste sie nach Paris und in andere europäische Länder. 1904 erhielt sie eine Bronzemedaille in der Kategorie „schwedische Malerei“ bei der Weltausstellung in St. Louis. Wahlström malte koloristisch hervorragende Landschaften, oft mit Motiven aus Schonen.

## Bilder

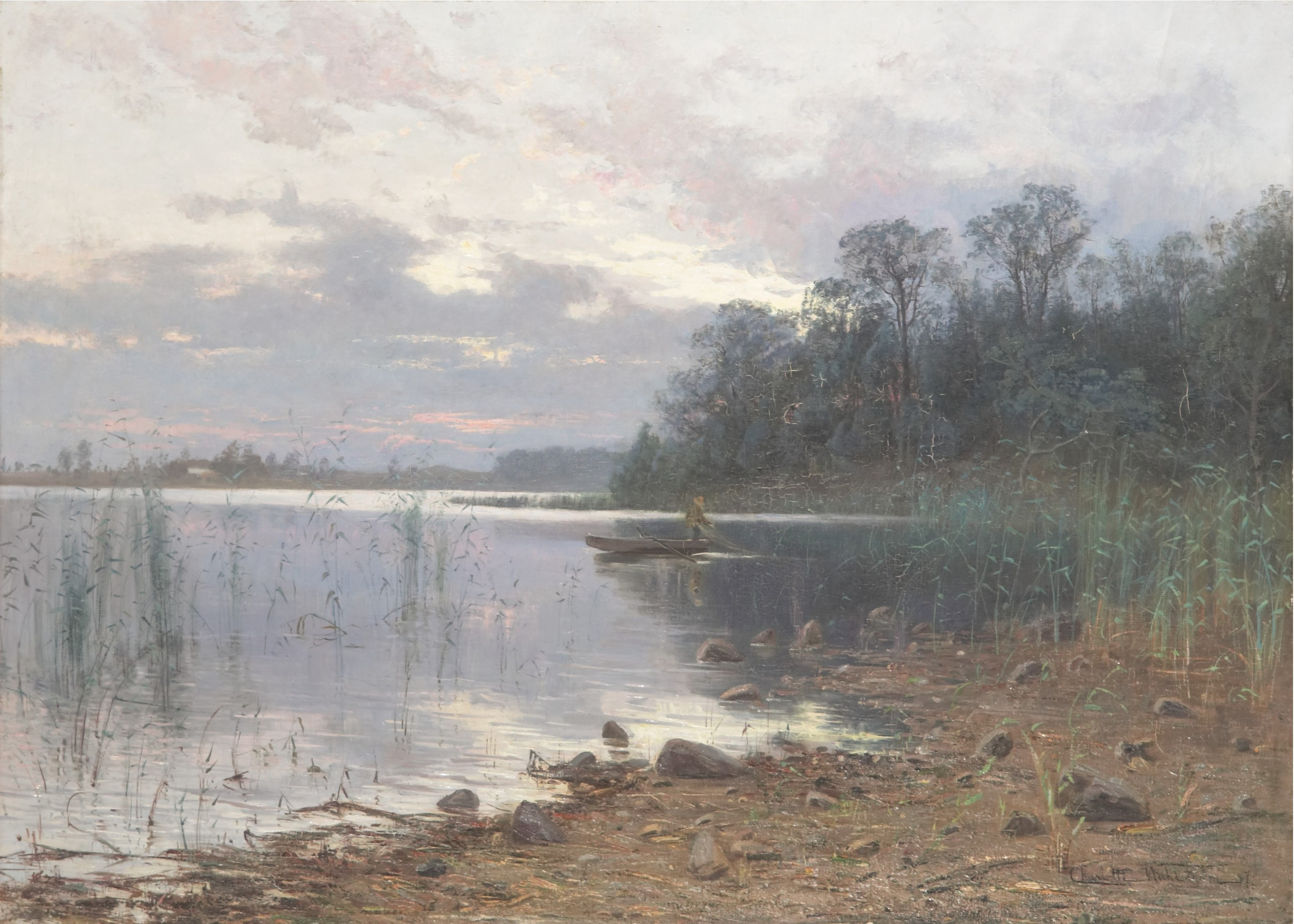
Seelandschaft in der Dämmerung (1887)
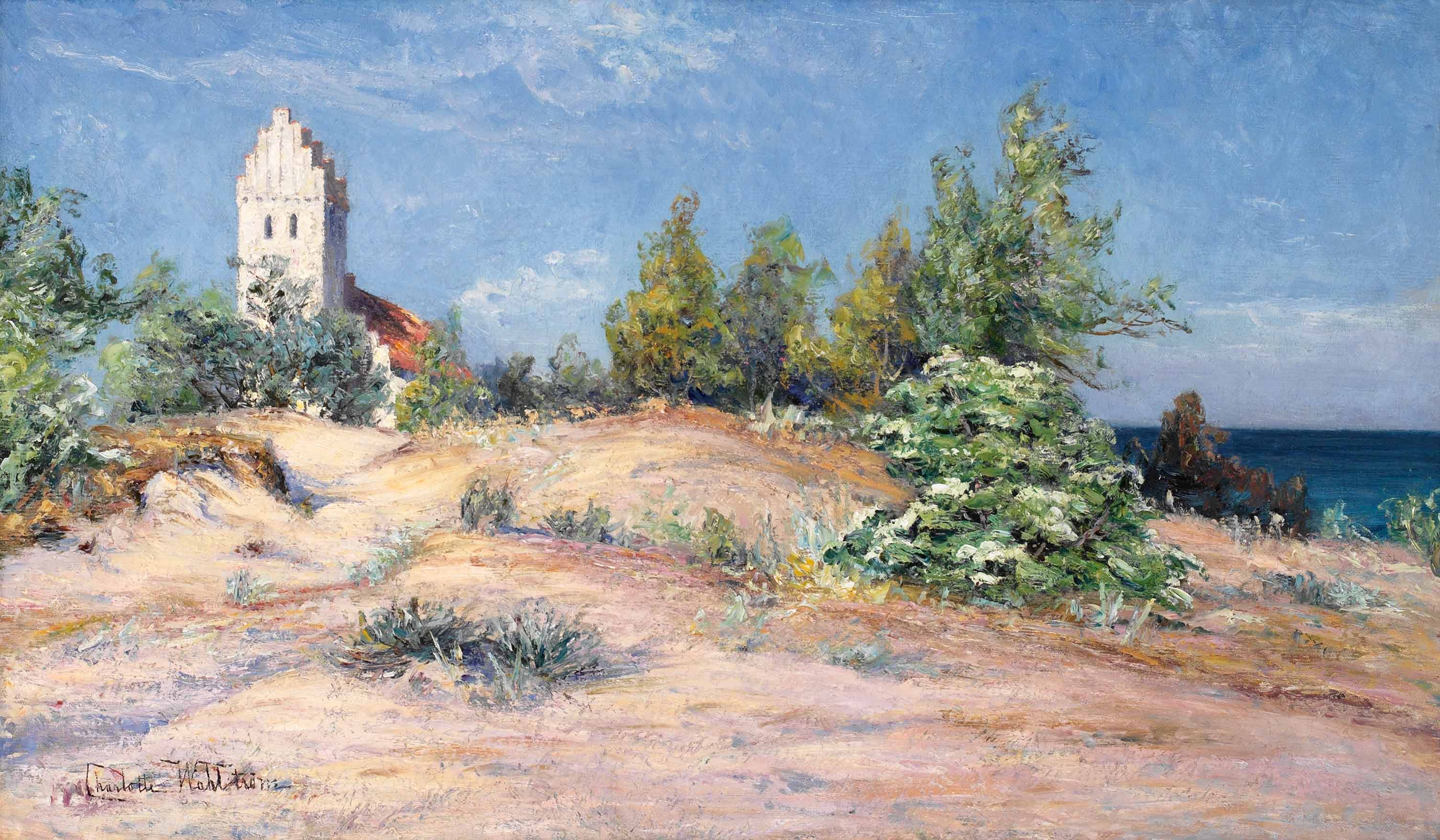
Sommervormittag, Falsterbo